# Југославија на Европском првенству у атлетици у дворани 1974.
Југославија је  учествовала  на 5. Европском првенству у дворани одржаном у дворани Скандинавијум у Гетеборгу, (Шведска), 9. и 10. марта 1974.
На првенству у Гетеборгу Југославију је представљало двоје спортиста (1 мушкарац и 1 жена) који су се такмичили у 2 дисциплине.
Југославија је освојила две златн медаље. Лучано Сушањ је поновио успех са прошлог првенства освојивши поново злату медаљу, освога пута на дупло дужој дистанци од прошлогодишње у трци на 800 мертара, резултатом 1:48,07 сек. што је нови рекорд европских првенстава у дворани и национални рекорд. Другу златну медаљу и прву женску медаљу за Југославију на европским првенствима освојила не Јелица Павличић у трци на 400 метара са новим националним рекордом у дворани 52,64 секунде.
Према броју освојених медаља Југославија је са 2 златне медаље у укупном пласману делилаа 5. место са Шведском. Медаље је освајало 15 земаља, од 24 које су учествовале.
У табели успешности према броју и пласману такмичара који су учествовали у финалним такмичењима (првих 8 такмичара) Југославија је са 2 учесника у финалу и 16 освојених бодова заузела 14. место, од 22 земље које су имале представнике у финалу. Једино Аустрија и Ирска нису имали ниједног финалисту.
| Пл. | Земља | 1. место | 2. место | 3. место | 4. место | 5. место | 6. место | 7. место | 8. место | Бр. фин. Бод. |
| --- | ----- | -------- | -------- | -------- | -------- | -------- | -------- | -------- | -------- | ------------- |
| 14. | СФРЈ  | 2 − 8    | −        | −        | −        | −        | −        | −        | −        | 2 − 16        |

## Учесници
| Бр. | Дисциплина | Име                                   | Мушкарци | Жене | Укупно |
| --- | ---------- | ------------------------------------- | -------- | ---- | ------ |
| 1.  | 400 м      | Јелица Павличић, АК Славонија, Осијек |          | 1    | 1      |
| 2.  | 800 м      | Лучано Сушањ, АК Кварнер, Ријека      | 1        |      | 1      |
|     | Укупно (2) |                                       | 1        | 1    | 2      |

## Освајачи медаља
- , Златна

1. Јелица Павличић — 400 метара

2.  Лучано Сушањ — 800 метара

## Резултати

### Мушкарци
| Атлетичар    | Дисциплина | Лични рекорд | Квалификације | Квалификације | Полуфинале | Полуфинале | Финале     | Финале | Детаљи |
| Атлетичар    | Дисциплина | Лични рекорд | Резултат      | Место         | Резултат   | Место      | Резултат   | Место  | Детаљи |
| ------------ | ---------- | ------------ | ------------- | ------------- | ---------- | ---------- | ---------- | ------ | ------ |
| Лучано Сушањ | 800 м      |              | 1:50,34       | 1. у гр. 3 КВ |            |            | 1:48,07 НР |        |        |

### Жене
| Атлетичарка     | Дисциплина | Лични рекорд | Квалификације | Квалификације | Полуфинале | Полуфинале  | Финале   | Финале | Детаљи |
| Атлетичарка     | Дисциплина | Лични рекорд | Резултат      | Место         | Резултат   | Место       | Резултат | Место  | Детаљи |
| --------------- | ---------- | ------------ | ------------- | ------------- | ---------- | ----------- | -------- | ------ | ------ |
| Јелица Павличић | 400 м      |              | 53,43         | 1. у гр. 3 КВ | 53,00      | 1. пф. 2 КВ | 52,64 НР |        |        |

## Биланс медаља Југославије после 5. Европског првенства у дворани 1970—1974.
|     | Земља  |   |   |   |   | УП  |
| 1.  | 1970.  | 0 | 0 | 1 | 1 | =12 |
| 2.  | 1971.  | 0 | 0 | 0 | 0 | =16 |
| 3.  | 1972.  | 0 | 0 | 0 | 0 | =19 |
| 4.  | 1973.  | 1 | 0 | 0 | 1 | =9  |
| 5.  | 1974.  | 2 | 0 | 0 | 2 | =5  |
| 1-5 | Укупно | 3 | 0 | 1 | 4 | 11  |
| --- | ------ | - | - | - | - | --- |

|    | Атлетичар/ка |   |   |   |   |
| 1. | Лучано Сушањ | 2 | 0 | 0 | 2 |
| -- | ------------ | - | - | - | - |

## Југословенски освајачи медаља  после  5. Европског првенства у дворани 1970—1974.
|    | Атлетичар/ка    | м | ж | ЕП       | Дисциплина |   |   |   |   |
| -- | --------------- | - | - | -------- | ---------- | - | - | - | - |
| 1. | Јоже Међимурец  | м |   | 1970.    | 800 м      |   |   |   | 1 |
| 2. | Лучано Сушањ    | м |   | 1973.    | 400 м      |   |   |   | 1 |
| 3. | Лучано Сушањ    | м |   | 1974.    | 800 м      |   |   |   |   |
| 4. | Јелица Павличић |   | ж | 1974.    | 400 м      |   |   |   | 2 |
|    | Укупно          | 3 | 1 | 1970—74. |            | 3 | 0 | 1 | 4 |